# 伊万内-普斯泰
48°38′41″N 26°11′14″E / 48.64472°N 26.18722°E

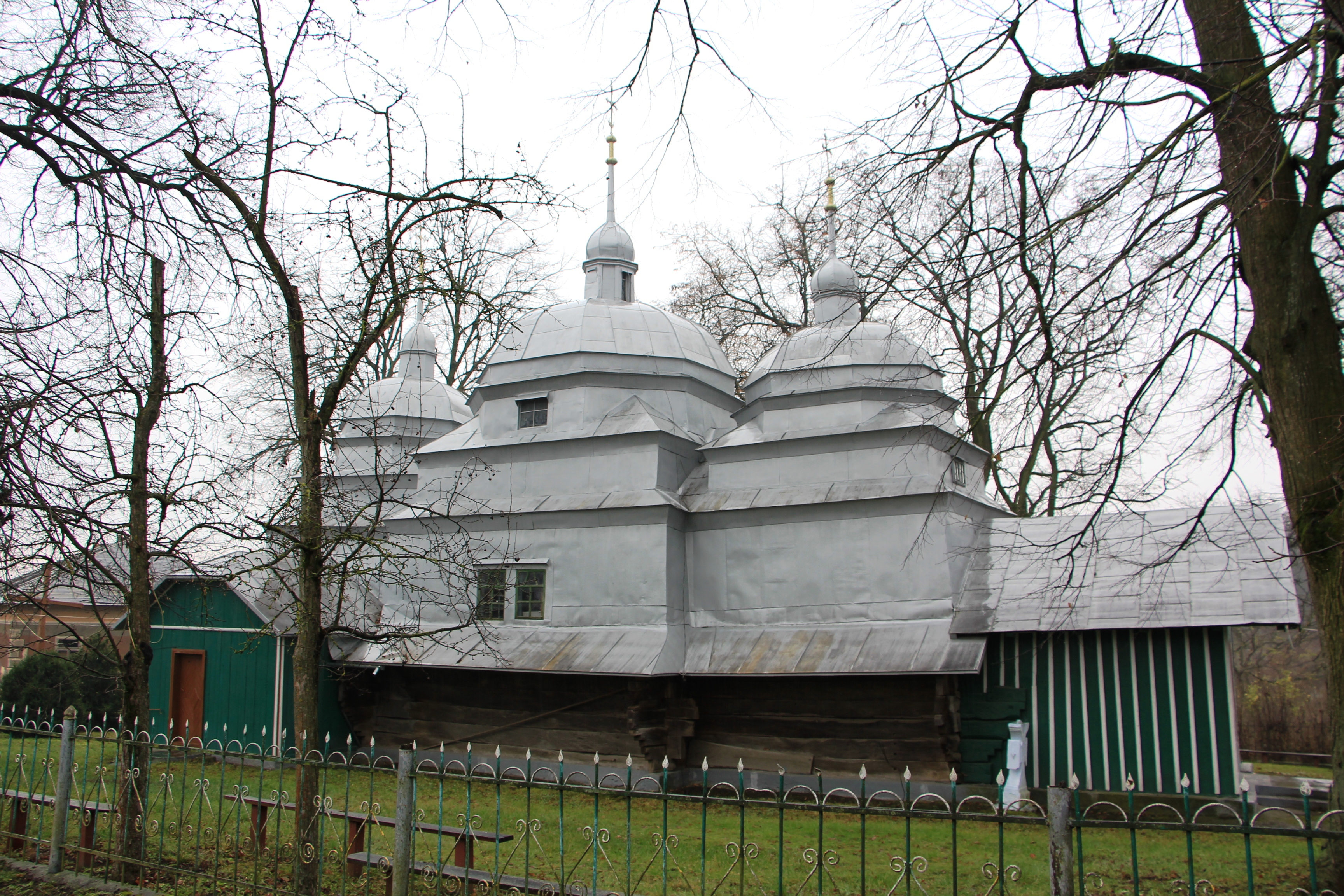
当地教堂

伊万内-普斯泰（羅馬化：Ivane-Puste）是烏克蘭西部捷爾諾波爾州喬爾特基夫區伊万内-普斯泰市镇内的村庄及其行政中心。處於茲維納河畔，距離梅利尼察-波迪利斯卡和茲布魯昌斯凱3公里，面積6.24平方公里，海拔高度293米，2014年人口1,868。